# Línea 2 (Urbanos de Boadilla del Monte)
La línea 2 de la red de autobuses urbanos de Boadilla del Monte une el Ferial de Boadilla con las urbanizaciones Valdepastores y Las Lomas.

## Características
Esta línea une el Ferial de Boadilla y el centro de Boadilla del Monte con las urbanizaciones Valdepastores, Las Lomas, Bonanza y Valdecabañas.
La línea circula exclusivamente por el término municipal de Boadilla del Monte. Como bien se expresa en la numeración interna del CRTM, recibe el número 2022. El primer dígito corresponde a la línea, en este caso la línea 2. Y los últimos tres dígitos corresponden al municipio por el que circula, en este caso 022 corresponde al municipio de Boadilla del Monte.
La línea no mantiene los mismos horarios todo el año, desde el 1 al 31 de agosto se reducen el número de expediciones los días laborables entre semana (sábados laborables, domingos y festivos tienen los mismos horarios todo el año), además de los días excepcionales vísperas de festivo y festivos de Navidad en los que los horarios también cambian y se reducen.
La línea está operada por la Empresa Boadilla mediante la concesión administrativa VCM-502 - Madrid - Boadilla del Monte (Viajeros Comunidad de Madrid) del Consorcio Regional de Transportes de Madrid.

## Horarios

### 1 septiembre - 31 julio
| Lunes a viernes laborables                                  |          |          |       |       |       |       |    |          |          |          |       |       |    |       |    |       |
| L2 Circular: Ferial de Boadilla > Valdepastores - Las Lomas |          |          |       |       |       |       |    |          |          |          |       |       |    |       |    |       |
| 06                                                          | 07       | 08       | 09    | 10    | 11    | 12    | 13 | 14       | 15       | 16       | 17    | 18    | 19 | 20    | 21 | 22    |
| 20                                                          | 00 20 40 | 00 20 40 | 00 20 | 00 40 | 00 40 | 00 40 | 20 | 00 20 40 | 00 20 40 | 00 20 40 | 00 20 | 00 20 | 20 | 00 40 | 20 | 00 40 |
| Sábados laborables, domingos y festivos                     |          |          |       |       |       |       |    |          |          |          |       |       |    |       |    |       |
| L2 Circular: Ferial de Boadilla > Valdepastores - Las Lomas |          |          |       |       |       |       |    |          |          |          |       |       |    |       |    |       |
| 06                                                          | 07       | 08       | 09    | 10    | 11    | 12    | 13 | 14       | 15       | 16       | 17    | 18    | 19 | 20    | 21 | 22    |
| 25                                                          | 05       | 05       | 05    | 05    | 05    | 05    | 05 | 05       | 05       | 05       | 05    | 05    | 05 | 05    | 05 | 05 45 |

### 1 - 31 agosto
| Lunes a viernes laborables                                  |          |          |       |    |    |       |    |       |       |    |       |    |       |    |    |       |
| L2 Circular: Ferial de Boadilla > Valdepastores - Las Lomas |          |          |       |    |    |       |    |       |       |    |       |    |       |    |    |       |
| 06                                                          | 07       | 08       | 09    | 10 | 11 | 12    | 13 | 14    | 15    | 16 | 17    | 18 | 19    | 20 | 21 | 22    |
| 20                                                          | 00 20 40 | 00 20 40 | 00 20 | 00 | 00 | 00 40 | 20 | 00 20 | 00 40 | 20 | 00 40 | 20 | 00 40 | 20 | 00 | 00 40 |
| Sábados laborables, domingos y festivos                     |          |          |       |    |    |       |    |       |       |    |       |    |       |    |    |       |
| L2 Circular: Ferial de Boadilla > Valdepastores - Las Lomas |          |          |       |    |    |       |    |       |       |    |       |    |       |    |    |       |
| 06                                                          | 07       | 08       | 09    | 10 | 11 | 12    | 13 | 14    | 15    | 16 | 17    | 18 | 19    | 20 | 21 | 22    |
| 25                                                          | 05       | 05       | 05    | 05 | 05 | 05    | 05 | 05    | 05    | 05 | 05    | 05 | 05    | 05 | 05 | 05 45 |

Paso por la urbanización Las Lomas aproximadamente 10 minutos después de su salida del Ferial de Boadilla. Duración del recorrido circular completo aproximadamente 45 minutos.

## Recorrido y paradas
| Código                                                                                                | Parada                                       | Común con                   | Conexiones con Metro Ligero |
| --- | -------------------------------------------- | --------------------------- | --------------------------- |
| 17172                                                                                                 | Ctra. Villaviciosa - Est. Ferial de Boadilla | 566 567 573 575 3           | Ferial de Boadilla          |
| 09915                                                                                                 | Ctra. Villaviciosa - Guardia Civil           | 566 567 575 3               |                             |
| 15568                                                                                                 | Ctra. Majadahonda - Av. Adolfo Suárez        | 566 567 571 573 574 575 1 3 |                             |
| 15065                                                                                                 | Ctra. Majadahonda - Est. Boadilla Centro     | 566 567 571 573 574 575 1 3 | Boadilla Centro             |
| 08892                                                                                                 | Av. Valdepastores - Islas Medes              | 567                         |                             |
| 08890                                                                                                 | Av. Valdepastores - Isla Cristina            | 567                         |                             |
| 08888                                                                                                 | Av. Valdepastores - Islas Canarias           | 567                         |                             |
| 08886                                                                                                 | Av. Las Lomas - Valle de Léniz               | 567                         |                             |
| La hora de paso por esta parada es aproximadamente 10 minutos después de salir del Ferial de Boadilla |                                              |                             |                             |
| 08884                                                                                                 | Av. Las Lomas - Valle de Tena                | 567                         |                             |
| 08883                                                                                                 | Av. Las Lomas - Valle del Tormes             | 567                         |                             |
| 10477                                                                                                 | Av. Las Lomas - Valle Ordesa                 | 1                           |                             |
| 10481                                                                                                 | Av. Las Lomas - Vallefranco                  | 1                           |                             |
| 08821                                                                                                 | Vallefranco - Valle de Cares                 | 567                         |                             |
| 08819                                                                                                 | Vallefranco - Valle del Sella                | 567                         |                             |
| 08817                                                                                                 | Vallefranco - Valle del Pas                  | 567                         |                             |
| 08813                                                                                                 | Playa de Castrourdiales - Playa La Lanzada   | 567 3                       |                             |
| 18130                                                                                                 | Playa de Formentor - Playa de Malvarrosa     |                             |                             |
| 18131                                                                                                 | Playa de Formentor - Playa del Sardinero     |                             |                             |
| 15564                                                                                                 | Playa del Sardinero - Gta. Alcalde de Fabra  | 3                           |                             |
| 15563                                                                                                 | Playa del Saler - Playa Aguadulce            |                             |                             |
| 15561                                                                                                 | Playa del Saler - Playa del Aro              |                             |                             |
| 15559                                                                                                 | Valle de Tena - Valle de Santa Ana           |                             |                             |
| 08887                                                                                                 | Av. Las Lomas - Valle de Léniz               | 567                         |                             |
| 08889                                                                                                 | Av. Valdepastores - Islas Canarias           | 567                         |                             |
| 08891                                                                                                 | Av. Valdepastores - Ciudadela                | 567                         |                             |
| 08893                                                                                                 | Av. Valdepastores - Isla de Tabarca          | 567                         |                             |
| 12296                                                                                                 | Ctra. Majadahonda - Est. Boadilla Centro     | 566 567 571 573 574 575 1 3 | Boadilla Centro             |
| 15066                                                                                                 | Ctra. Majadahonda - Av. Adolfo Suárez        | 566 567 571 573 574 575 1 3 |                             |
| 17479                                                                                                 | Ctra. Majadahonda - Guardia Civil            | 566 567 575 3               |                             |
| 17170                                                                                                 | Ctra. Villaviciosa - Est. Ferial de Boadilla | 566 567 575 3               | Ferial de Boadilla          |